# کوواکینو
کوواکینو (انگلیسی: Kuvakino) یک شهرک در شهرستان کراسنوکامسکی استان باشقیرستان کشور روسیه است.